# Chalicotherien
Die Chalicotherien (Chalicotheriidae) sind eine ausgestorbene Familie der Unpaarhufer (Perissodactyla). Sie lebten vom Unteren Eozän (vor etwa 56 Millionen Jahren) bis zum beginnenden Pleistozän (vor etwa 1,7 Millionen Jahren) und sind aus Eurasien, Nordamerika und Afrika nachgewiesen. Die Tiere zeichneten sich durch einen aus heutiger Sicht sehr fremdartigen Körperbau aus, der teils einziehbare Krallen ähnlich den heutigen Katzen an Händen und Füßen umfasste. Es lassen sich zwei Hauptlinien innerhalb der Chalicotherien unterscheiden, die ursprünglicheren Schizotheriinae, deren Körper mit gleich langen Gliedmaßen ausgestattet waren, und die moderneren Chalicotheriinae mit sehr langen Vorder- und kurzen Hinterbeinen, wodurch der Gang dieser Tiere eher dem heutiger Gorillas geähnelt haben muss. Die Chalicotherien lebten weitgehend in ufernahen Wäldern und ernährten sich von weicher Pflanzenkost.

## Merkmale

### Habitus
Chalicotherien waren eine formenreiche Gruppe der Unpaarhufer, die heute aufgrund einiger untypischer Merkmale einen sehr charakteristischen, teils auch als „bizarr“ bezeichneten Habitus aufwiesen. Sie erreichten Größen, die von heutigen Schafen bis sehr großen Hauspferden und teilweise darüber hinaus reichten. Charakteristisch war der relativ große Kopf, der auf einem recht langen Hals saß. Der Körper war auffallend plump, die Gliedmaßen kräftig. Die ältesten Chalicotherien waren in ihrem Körperbau aber den urtümlichen Unpaarhufern ähnlich und glichen dadurch Hyrachyus, einem Vorfahren der Tapire, oder Hyracotherium, einem frühen Pferdeartigen.
Unter den späteren Chalicotherien lassen sich grundsätzlich zwei unterschiedliche Gruppen im Habitus unterscheiden. Die stammesgeschichtlich ältere Linie der Unterfamilie der Schizotheriinae, die Gattungen wie Schizotherium und Moropus umfasst, besaß entsprechend ihrer Vorfahren eher gleich lange Vorder- und Hinterbeine und einen gewölbten Rückenverlauf. Die späteren Formen aus der Unterfamilie der Chalicotheriinae wie Chalicotherium oder Anisodon wiesen dagegen deutlich längere Vorderbeine auf, so dass die Rückenlinie markant abfallend war. Alle Gliedmaßen endeten in drei Zehen, bei frühen Vertreten wies der Vorderfuß aber noch einen zusätzlichen vierten Zeh auf. Das auffallendste Merkmal waren aber bei beiden Gruppen die mächtigen Klauen an Vorder- und Hinterfüßen. Dadurch unterscheiden sie sich von allen anderen Unpaarhufern, die durch huftragende Laufbeine gekennzeichnet sind. Insgesamt wiesen Chalicotherien einen deutlichen Sexualdimorphismus auf mit kleineren weiblichen gegenüber deutlich größeren männlichen Tieren.

### Schädel- und Gebissmerkmale
Der Schädel der Chalicotherien war in der Regel langgestreckt sowie sehr niedrig gebaut und wirkte im Vergleich zum Körper recht groß. Jüngere Formen der Chalicotheriinae wie Kalimantsia wiesen auch einen recht hohen Schädel auf. Generell war der Schädel jenen der Pferde ähnlich. Dabei war das Hinterhauptsbein nicht nach hinten ausgezogen und eher rechtwinklig gestaltet. Das Nasenbein war kurz und endete weit hinter dem Mittelkieferknochen. Frühe Chalicotherien besaßen einen sehr ausgedehnten Schnauzenbereich, der bei späteren Formen deutlich reduziert war. Eine Besonderheit im Schädelbau wies die nordamerikanische Gattung Tylocephalonyx auf, dessen Scheitelbeine bis zu 25 cm hoch, domartig aufgewölbt und mit an Bienenwaben erinnernden, luftgefüllten Hohlräumen im Knocheninnern durchsetzt waren.
Das Gebiss war sehr variabel aufgebaut. Alle Chalicotherien, bis auf die frühesten, zeichneten sich durch die Reduktion des vordersten Prämolaren aus. Bemerkenswert ist, dass die meisten Angehörigen der Chalicotheriinae einen funktionalen Eckzahn besaßen, der allerdings bei den spätesten Formen reduziert sein konnte, ebenso wie teilweise die vordere Bezahnung. Die älteren Schizotheriinae wiesen hingegen keinen Eckzahn auf, auch hier hatten einige der Vertreter der Schizotheriinae das Vordergebiss partiell zurückgebildet. Ein weiterer Unterschied findet sich in den Backenzähnen, die bei den Schizotheriinae hochkronig (hypsodont) waren – hier besaß Ancylotherium die höchsten Zahnkronen aller bekannten Chalicotherien. Bei den späteren Chalicotheriinae jedoch waren die Backenzähne wieder mit niedrigeren Kronen (brachyodont) ausgestattet, analog zu den ältesten Vertretern der Chalicotherien. Die oberen Molaren besaßen zudem stark gefalteten Zahnschmelz, der an der inneren, zungenseitigen Seite zwischen zwei markanten Vorsprüngen (Metaconid und Metastylid) einen W-förmigen Verlauf aufwies.

### Bewegungsapparat

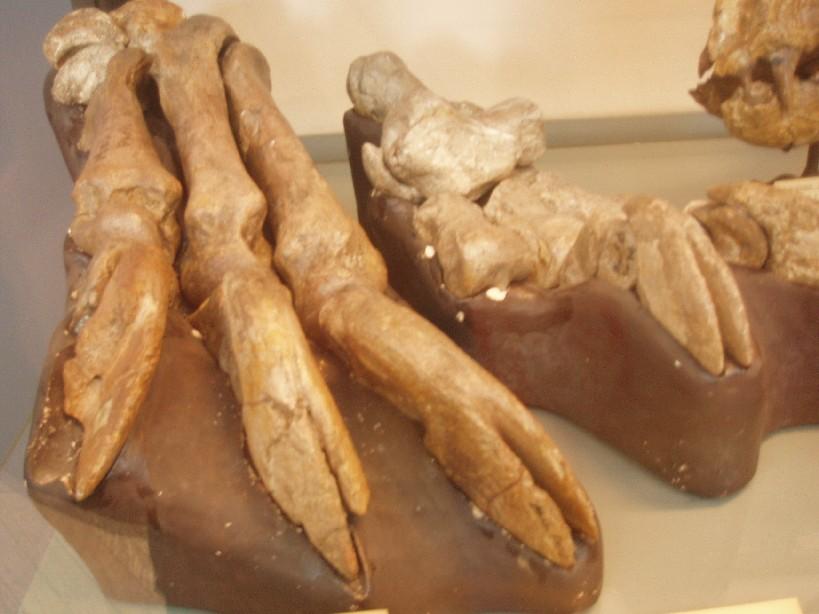
Fußknochen von Anisodon mit typisch verlängertem vierten Mittelfußknochen

Sehr markant war der Aufbau der Gliedmaßen der Chalicotherien, vor allem der Hände und Füße. Dabei unterscheiden sich die ursprünglicheren Chalicotherien durch eine gleich lange Gestaltung der Hinter- und Vorderbeine deutlich von den späteren. Die Hinterfüße endeten in drei (Metatarsus II–IV), die Vorderfüße in vier Zehen (Metacarpus II–V), von denen der fünfte Strahl aber nach und nach reduziert wurde. Die stammesgeschichtlich ältesten Formen, wie Litolophus, besaßen noch Hufe an den Endgliedern der Hände und Füße, weiter entwickeltere Formen wie Grangeria möglicherweise schon kurze Krallen. Die Schizotheriinae trugen dann jeweils lang ausgebildete Krallen, die Endglieder der Zehen an Vorder- und Hinterfuß besaßen darüber hinaus einen Mechanismus zum Einziehen der Krallen, ähnlich wie bei heutigen Katzen, so dass sie wie andere Huftiere auf ihren Zehen laufen konnten (Zehengänger). Im Gegensatz zu anderen Unpaarhufern verlief bei einigen dieser Vertreter die Hauptachse der Hände und Füße aber nicht durch den Mittelstrahl (Metapodium III), bei Moropus waren die Strahlen III und IV eher gleich groß.
Die moderneren Chalicotheriinae entwickelten sehr lange Vorderbeine und verkürzten die Hinterbeine. Hauptsächliche Veränderungen waren eine deutliche Längenreduktion des Schienbeins und der Mittelfußknochen. Auch die generell dreistrahligen Hände und Füße wurden umgeformt, indem sich der vierte Strahl markant vergrößerte und so den Mittelstrahl an Länge übertraf. Zusätzlich wurde der Mechanismus zum Einziehen der Krallen nur an den Hinterfüßen ausgebildet, an den Vorderfüßen war er nicht vorhanden, so dass diese Vertreter der Chalicotherien ihre langen Krallen beim Gehen ähnlich wie heutige Ameisenbären nach hinten abwinkeln mussten. Dadurch entstand eine Bewegungsweise, die aufgrund der langen Arme wohl an heutige Gorillas erinnerte (Knöchelgang) und höchstwahrscheinlich nicht für höhere Geschwindigkeiten ausgelegt war. Zudem führten die langen Vorderbeine und der Körperbau dazu, dass ein Großteil des Körpergewichtes von den hinteren Extremitäten und dem Beckengürtel gehalten werden musste.

## Fossilfunde

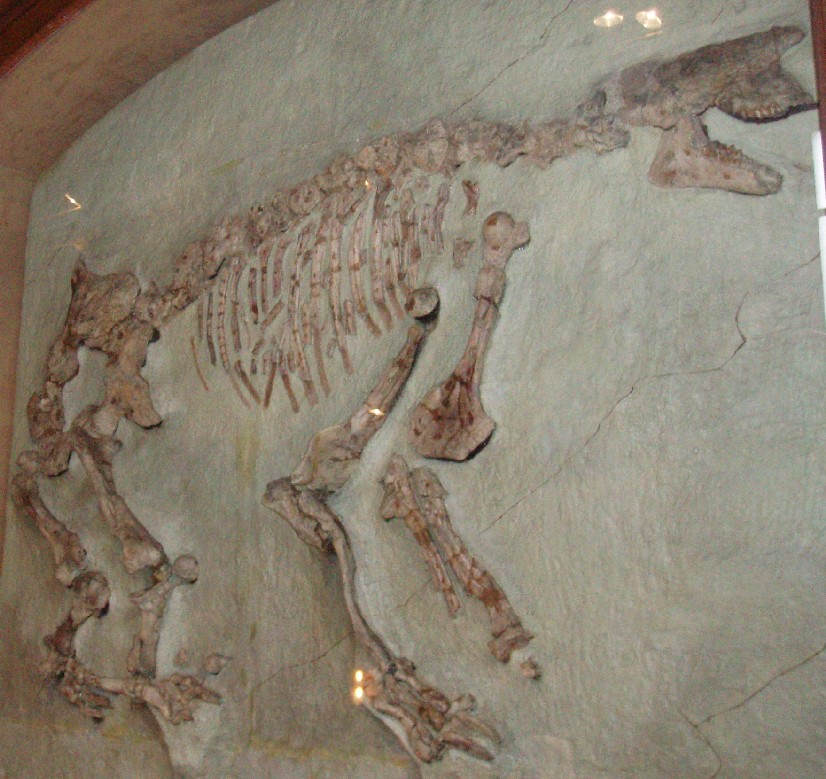
Fossile Überreste von Anisodon aus Sansan in Frankreich

Funde von Chalicotherien konnten bisher in Eurasien, Afrika und Nordamerika entdeckt werden. In der Regel sind an den einzelnen Fundstellen jeweils nur wenige Reste erhalten, die selten mehr als nur ein Tier repräsentieren. Trotzdem gibt es gelegentlich Fossilplätze, an denen Chalicotherien-Reste in größerer Zahl auftreten. Bedeutend ist in diesem Zusammenhang der dem Mittleren Miozän zuzuweisende Fundort Devínska Nová Ves, ein Stadtteil von Bratislava in der Slowakei, wo in einer Karstspalte mehr als 1.500 Knochenreste von Chalicotherium geborgen wurden. Anhand der Gebissreste ließen sich mindestens 60 Individuen unterscheiden. Ebenfalls herausragend ist das Agate Fossil Beds National Monument in Nebraska mit Hinterlassenschaften von bis zu 75 Moropus-Individuen aus dem Unteren Miozän, darunter auch einige vollständige Skelette. Am gleichfalls untermiozänen Fundort Askazansor in der Betpak-Dala von Kasachstan sind zahlreiche Überreste von Borissiakia überliefert, die allerdings stärker fragmentiert vorliegen. Ein nahezu vollständiges Skelett ist weiterhin von Anisodon bekannt und stammt aus Sansan in Frankreich. Zu den wenigen Belegen für das Auftreten von Angehörigen der beiden Unterfamilien der Chalicotheriinae und der Schizotheriinae gemeinsam gehört die obermiozäne Fundstelle Pogana im östlichen Rumänien.

## Paläobiologie
Die überwiegenden Fossilfunde stammen aus Fundstellen, die in ehemaliger Wassernähe lagen und so in limnisch oder fluviatil beeinflusste Sedimente eingebettet sind. Die vorherrschende Vegetation sind meist Auwälder oder ufernahe Wälder, in denen die Tiere lebten, es können aber auch teils offene Waldlandschaften bis hin zu Parklandschaften wie bei Ancylotherium rekonstruiert werden, welches häufig mit zahlreichen Offenlandarten vergesellschaftet ist. Dadurch wurde schon früh eine überwiegende laubfressende Ernährungsweise angenommen, trotz des unterschiedlichen Zahnbaus der einzelnen Chalicotherien-Linien mit höherkronigen Backenzähnen bei den Schizotheriinae und niederkronigen bei den Chalicotheriinae. Abrasionsspuren auf den Zahnkauflächen in Form kuhlenartiger Aushöhlungen bestätigen dies und zeigen, dass vor allem weiche Pflanzennahrung wie Blätter verzehrt wurden. Komponenten mit stärkerem Abrieb waren Rinde, Zweige oder dickere Äste. Gräser spielten nur eine untergeordnete Rolle. Dabei scheinen die Chalicotheriinae eher stärker abkauende Nahrung verwendet zu haben als die älteren Schizotheriinae. Da an zahlreichen Fundstellen häufig eine hohe Anzahl an Zürgelbaum-Fruchtkernen vorkommt, könnten dessen Früchte ebenfalls eine Nahrungsgrundlage gewesen sein, deren Samen dann auch zusätzlich verbreitet wurden. Die härterfasrige Pflanzennahrung der Chalicotheriinae führte auch zu einer robusteren Ausführung des Unterkiefers und dessen Symphyse. Die ursprünglichsten Chalicotherien waren aber stärker an Fruchtnahrung angepasst.
Häufig wurde angenommen, dass die Chalicotherien auch Wurzeln und Knollen ausgruben oder Wasserlöcher anlegten. Der anatomische Bau der Vordergliedmaßen lässt diesen Schluss aber nicht zu, da Radius und Ulna fest verwachsen waren und so seitliche Drehbewegungen kaum möglich waren. Die Nutzung der langen Krallen, vor allem an den Vorderfüßen, wird deshalb in Form von Schälen der Rinde von Bäumen gesehen. Der Bau des Beckens und der Hinterbeine ermöglichte es den Tieren, sich aufzurichten und mit den Armen Äste und Zweige heranzuziehen und auch zu brechen. Dadurch war die Reichweite, um an Nahrung zu gelangen, wesentlich vergrößert. Diese fakultative Bipedie war sowohl bei den Schizotheriinae als auch bei den Chalicotheriinae ausgebildet. Daneben können die Krallen auch zur Feindabwehr gedient haben.
Das gelegentlich massenweise Vorkommen von Chalicotherien ließ teilweise an eine Lebensweise in großen Herden denken. An der überwiegenden Zahl der Fundstellen sind sie zwar ein regelmäßig auftretendes Faunenelement, kommen meist aber nur mit wenigen Skelettresten vor. Allerdings spricht der ausgeprägte Sexualdimorphismus möglicherweise für kleine Gruppenbildungen mit einem dominanten männlichen Tier. Dabei kam es eventuell auch zu Rivalenkämpfen, der charakteristisch domartig geformte Schädel von Tylocephalonyx könnte für Stoßkämpfe unter den konkurrierenden männlichen Tieren sprechen.

## Systematik
Die Chalicotherien sind eine ausgestorbene Familie der Unpaarhufer, innerhalb dieser gehören sie zur Überfamilie Chalicotherioidea. Dieser wird traditionell noch die Familie der Eomoropidae zugerechnet, die bedeutende Gattungen wie Eomoropus oder Litolophus aus dem Eozän und frühen Oligozän einschließt. Allerdings ist diese Familie paraphyletischen Ursprungs, da einige Mitglieder möglicherweise Basalformen der Familie der Brontotheriidae darstellen. In jüngerer Zeit werden daher Litolophus, Eomoropus und Grangeria als ursprüngliche Vertreter der Chalicotherien angesehen (Stammgruppe). Eine weitere Familie innerhalb der Chalicotherioidea bilden die Lophiodontidae.
Ursprünglich sahen Experten die Chalicotherioidea in der näheren Verwandtschaft der heutigen Equidae und der ebenfalls ausgestorbenen Brontotheriidae und wiesen sie so der Unterordnung Hippomorpha zu, die traditionell in der Unpaarhufersystematik den Ceratomorpha mit den Tapiren und Nashörnern gegenüberstehen. Aufgrund gemischter Merkmale von beiden Unpaarhufergruppen führte aber Leonard Radinsky in den 1960er Jahren für die Chalicotherioidea einen dritten, gleichwertigen Rang ein, den er Ancylopoda nannte. Um die in den 1980er Jahren herausgearbeitete nähere Stellung der Chalicotherien zu den Ceratomorpha zu verdeutlichen, wurde mit Tapiromorpha (ursprünglich Moropomorpha genannt) eine neue Zwischenordnung eingeführt, welche die Ceratomorpha und Ancylopoda einschließt.
Man unterscheidet zwei deutlich verschiedene Unterfamilien der Chalicotheriidae, die Schizotherinae und die Chalicotherinae, was allerdings forschungsgeschichtlich erst sehr spät, in den 1930er Jahren, erfolgte. Erstere unterscheiden sich von letzteren durch die modernere Gebissstruktur und die ursprünglichere Gestaltung des Bewegungsapparates. Folgende Gliederung der Chalicotheriidae ist heute gültig:
- Chalicotheriidae Gill, 1872

- Litolophus Radinsky, 1964
- Eomoropus Osborn, 1913
- Grangeria Zdansky, 1930

- Unterfamilie: Schizotheriinae Holland & Peterson, 1913

- Schizotherium Gervais, 1879
- Borissiakia Butler, 1965
- Phyllotillon Pilgrim, 1910
- Moropus Marsh, 1877
- Tylocephalonyx Coombs, 1979
- Chemositia Pickford, 1979
- Metaschitzotherium Koenigswald, 1932
- Ancylotherium (+ Postschitzotherium, Huanghotherium, Gansuodon, Chemositia) Gaudry, 1863

- Unterfamilie: Chalicotheriinae Gill, 1872

- Butleria de Bonis, Bouvrain, Koufos & Tassy, 1995 (der Name „Butleria“, basierend auf Fossilien, die 1965 von Pierce M. Butler zu Chalicotherium rusingense gestellt wurden, sollte eigentlich ungültig sein, da er seit 1871 durch eine gleichnamige Gattung der Schmetterlinge aus der Unterfamilie der Hesperiinae präokkupiert ist, wurde aber 2012 noch verwendet)
- Chalicotherium (+ Circotherium, Anoplotherium, Macrotherium) Kaup, 1833
- Kalimantsia Geraads, Spassov & Kovachev, 2001
- Anisodon Lartet, 1851
- Nestoritherium Kaup, 1859
- Hesperotherium Qiu, 2002

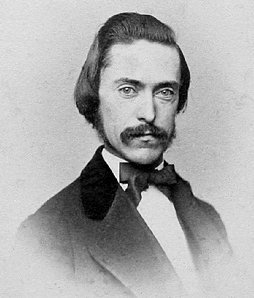
Theodore Nicholas Gill (1837–1914)

Eine weitere Gattung, die ursprünglich zu den Chalicotherien gestellt wurde, ist Olsenia, welche William Diller Matthew und Walter W. Granger 1925 einführten. Sie gehört neueren Untersuchungen zufolge aufgrund ihres vierstrahligen Fußes zur Familie der Olseniidae und damit zu den Mesonychia. Problematisch ist auch die Stellung von Huanghotherium und Gansuodon, beide wurden nur anhand weniger Zahnfunde benannt. Während Gansuodon weiterhin als Synonym zu Ancylotherium geführt wird, stellt Huanghotherium möglicherweise nach Aussagen einiger Experten eine eigenständige Gattung dar.
Die ersten bekannten Funde von Chalicotherien stammen aus dem Beginn des 19. Jahrhunderts und wurden von Georges Cuvier 1822 als Phalangen (also Finger- und Zehenknochen) eines großen Tieres erkannt, die er als zu einem pangolin gigantesque („riesiges Schuppentier“) zugehörig ansprach. Weitere Funde legte Johann Jakob Kaup 1833 vor, wobei es sich um Zähne handelte, die aus den Dinotheriensanden von Eppelsheim stammten. Auf diese Veröffentlichung geht auch die Bezeichnung Chalicotherium zurück. Der Name setzt sich aus den griechischen Wörtern. χάλιξ (chálix „Kies“ oder „Kalk“) und θηρίον (thēríon „Tier“) zusammen; allerdings gab Kaup nicht an, worauf sich der Name bezieht. Bereits 1832 hatte Kaup aber ebenfalls Phalangen aus der gleichen Fundstelle erwähnt, die er zu den Edentata (die heutigen Zahnarmen) verwies. Auch Édouard Armand Lartet beschrieb 1837 Zahnfunde aus Sansan (Frankreich) als Anoplotherium mit Ähnlichkeiten zu Kaups Chalicotherium, ebenfalls aufgefundene postcraniale Skelettreste aber als Macrotherium, das seiner Meinung nach ebenfalls zu den Edentata zu stellen sei. Die Merkmalsmischung der Chalicotherien aus einer für Pflanzenfresser typischen Bezahnung und raubtierartigen Krallen ließ die frühen Forscher anfänglich häufig daran zweifeln, ob die Funde nur einer Tierart angehörten oder eher Mischfunde darstellten. Erst rund 70 Jahre später löste sich dieser Widerspruch in der Betrachtung von Schädel- und postcranialen Resten auf, als ein vollständiges, in Sansan aufgedecktes Skelett im Jahr 1890 von Henry Filhol veröffentlicht wurde und die Zusammengehörigkeit dieser vermeintlich verschiedene Tiergruppen repräsentierenden Skelettelemente eindeutig bewies. Dieser Fund ist heute im Muséum national d'Histoire naturelle in Paris ausgestellt. Bereits im Jahr 1872 war von Theodore Nicholas Gill der Familienname Chalicotheriidae eingeführt worden.

## Stammesgeschichte

### Adaptive Radiation
Allgemeine Evolutionstrends innerhalb der Chalicotherien sind Größenzunahme, Reduktionen im vorderen Schädelbereich und Umbau des vorderen Gebisses. Die Merkmalsmischung zwischen urtümlichen und abgeleiteten Merkmalen in den beiden Unterfamilien spricht für eine sehr frühe Trennung in der Entwicklung dieser Unpaarhuferfamilie. Möglicherweise geschah dies bereits innerhalb der Stammgruppe, da diese Tiere weitgehend noch über einen ausgebildeten Eckzahn verfügten, während dieser bei den meisten Mitgliedern der Schizotheriinae fehlte. Diese behielten ihren konservativen Körperbau bei, entwickelten aber einen Rückzugmechanismus an den Zehen- und Fingerendgliedern für die Krallen. Darüber hinaus erfolgte eine deutliche Zunahme der Kronenhöhen der Backenzähne. Die Chalicotheriinae dagegen entwickelten ihre Hinterbeine durch Längenreduktion des Schienbeins und der Mittelfußknochen stark zurück. Hier bildete sich nur an den Hinterfüßen ein Mechanismus zum Zurückziehen der Krallen.

### Ursprünge
Die Chalicotherioidea bildeten eine der Hauptlinien der Unpaarhufer. Zu den frühesten Formen gehörten Vertreter der Lophiodontidae. Die ältesten Funde von Chalicotherien, die noch sehr den anderen primitiven Unpaarhufern wie etwa dem Urpferd Hyracotherium ähneln, stammen aus dem Unteren Eozän. Zwei dieser frühen Gattungen aus dieser Epoche sind Eomoropus und Litolophus. Von letzterem, einem tapirgroßen Tier mit durchschnittlich 150 kg Körpergewicht, stammen hervorragende Funde aus dem Erlian-Becken in der chinesischen Autonomen Region Innere Mongolei, wo über 1.250 Knochenreste von insgesamt 25 Individuen auf einer Fläche von 12 m² gefunden wurden, die wohl bei einer katastrophalen Überschwemmung gestorben waren. Die Tatsache, dass einige Gattungen, so Eomoropus und Grangeria, sowohl in Nordamerika als auch in Asien (China) gefunden wurden, zeigt, dass beide Kontinente damals über Landbrücken verbunden waren. Die ersten, der Unterfamilie der Schizotheriinae zuzuweisenden Chalicotherien traten mit Schizotherium bereits im Oligozän in Eurasien auf. Dieses stellte ein schon deutlich größeres und bis zu 620 kg schweres Tier dar. Etwa zeitgleich ist dann auch Moropus in Nordamerika nachgewiesen, frühe Funde in Form von isolierten Zähnen mit einem Alter von gut 25 Millionen Jahren sind aus der John-Day-Formation in Oregon belegt.

### Miozän
Im Miozän erreichten die Chalicotherien ihre maximale Artenfülle. Bedeutendste Entwicklung im Miozän stellte die Entstehung der moderneren Gruppe der Chalicotheriinae dar, aber auch die Vertreter der Schizotheriinae bestanden und entwickelten sich weiter. In Asien waren im Unteren Miozän vor allem kleinere Schizotherien-Formen wie Borissiakia und Phyllotillon vertreten, wurden später aber von Ancylotherium abgelöst, einem bis zu 1,2 t schweren Tier. Schon im Verlauf des Unteren Miozäns tritt auch das modernere Chalicotherium auf, das mit einem Gewicht von bis zu 1,7 t einen der größten Vertreter darstellte und bis zum Ende des Miozäns dominierte. In Europa hingegen kam im Unteren Miozän Metaschizotherium aus der Unterfamilie der Schizotheriinae häufig vor, das in Asien nur selten nachgewiesen ist. Es löste hier das oligozäne Schizotherium ab. Metaschizotherium wurde wiederum während des Mittleren Miozäns vor rund 15 Millionen Jahren in Europa weitgehend von den Chalicotheriinae, hauptsächlich Chalicotherium verdrängt. Reste dieses moderneren Vertreters kennt man aus etwa 10 Millionen Jahre alten Ablagerungen des Ur-Rheins (Dinotheriensande) in Rheinhessen. Später kamen auch die noch moderneren Formen Anisodon und das hochschädelige Kalimantsia hinzu. Vor etwa 8 Millionen Jahren tritt dann Ancylotherium auf, nachdem Schizotherien vier Millionen Jahre nicht in Europa nachweisbar sind.
Afrika wurde erstmals im Unteren Miozän mit der Entstehung einer Landbrücke nach Eurasien durch die Schließung der Tethys vom moderneren Butleria (ursprünglich als Chalicotherium beschrieben) erreicht, einem eher kleinen, noch mit langer Schnauze versehenen Tier; der älteste Nachweis ist rund 19 Millionen Jahre alt und stammt aus dem östlichen Afrika. Bedeutende Funde kamen in der Wayando-Formation in Kenia zum Vorschein und umfassen mehrere Oberkieferfragmente, aus der etwa gleich alten Kiahera-Formation sind auch postcraniale Skelettelemente beschrieben worden. Die Gattung starb allerdings in Afrika bereits zu Beginn des Mittleren Miozäns wieder aus. Erst zum Beginn des Oberen Miozäns vor rund 10 Millionen Jahren ist hier mit Ancylotherium wieder ein Vertreter der Schizotherien nachweisbar, angezeigt wird dies durch einzelne Zahnfunde aus der Nakali-Formation im zentralen Kenia. Aus dem weiteren Verlauf des Oberen Miozäns ist zusätzlich Chemositia dokumentiert. In Nordamerika sind Reste der moderneren Vertreter der Chalicotheriinae bisher nicht gefunden worden, die Schizotheriinae erreichten den Kontinent erstmals im Übergang vom Oberen Oligozän zum Unteren Miozän vor rund 23 Millionen Jahren, starben jedoch zum Beginn des Oberen Miozäns vor rund 11 Millionen Jahren wieder aus. Bedeutendster und häufigster Vertreter war Moropus, das im westlichen Eurasien bisher nur im Frühmiozän nachgewiesen ist und bis zu 1,1 t schwer wurde. Eine charakteristische eigenständige Linie der nordamerikanischen Schizotherien ist das domschädelige Tylocephalonyx. Bereits im Unteren Miozän erreichten die Chalicotherien im heutigen Panama ihren südlichsten Ausbreitungspunkt auf dem amerikanischen Doppelkontinent, wie ein Zahnfund aus der Las-Cascadas-Formation nahe dem Panamakanal belegt. Aufgrund der Größe des Zahns handelt es sich wohl um einen eher kleinen Vertreter.

### Plio- und Pleistozän
In Europa starben die letzten Vertreter der Schizotheriinae im Pliozän aus, hier sind die spätesten Vertreter der Gattung Ancylotherium zuzuordnen. In Afrika und Ostasien hielten sich Chalicotherien noch bis ins Untere Pleistozän. So verschwand in Afrika die letzte Art Ancylotherium hennigi vor etwa 1,7 Millionen Jahren. Einige der jüngsten Fossilreste traten im Tal des Omo in Äthiopien und in der Olduvai-Schlucht in Tansania zum Vorschein. Die letzten asiatischen Funde fallen in einen ähnlichen Zeitraum und werden durch Nestoritherium repräsentiert. Sehr späte asiatische Fundstellen sind mit Longdan in der chinesischen Provinz Gansu, Huangjiwan bei Zhen'an in der Provinz Shaanxi und der Gigantopithecus-Höhle von Liucheng im Autonomen Gebiet Guangxi bekannt. Die Funde werden heute meist der Spätform Hesperotherium zugewiesen, welches auf ein Körpergewicht von bis zu 580 kg rekonstruiert wird und eine charakteristisch kurze Schnauze besaß.